# Stand Up and Fight (album)
Stand Up and Fight is het derde studioalbum van de Finse folkmetalband Turisas. Het album is uitgebracht op 23 februari 2011.

## Tracklist
| Nr. | Titel                                       | Duur |
| --- | ------------------------------------------- | ---- |
| 1.  | The March of the Varangian Guard            | 3:51 |
| 2.  | Take the Day!                               | 5:26 |
| 3.  | Hunting Pirates                             | 3:43 |
| 4.  | Βένετοι! - Πράσινοι! (Venetoi! - Prasinoi!) | 3:49 |
| 5.  | Stand Up and Fight                          | 5:27 |
| 6.  | The Great Escape                            | 4:51 |
| 7.  | Fear the Fear                               | 6:13 |
| 8.  | End of an Empire                            | 7:16 |
| 9.  | The Bosphorus Freezes Over                  | 5:37 |